# Euproctis melanchroma
Euproctis melanchroma är en fjärilsart som beskrevs av Collenette 1939. Euproctis melanchroma ingår i släktet Euproctis och familjen tofsspinnare. Inga underarter finns listade i Catalogue of Life.